# Parupeneus procerigena
Parupeneus procerigena är en fiskart som beskrevs av Kim och Amaoka 2001. Parupeneus procerigena ingår i släktet Parupeneus och familjen mullefiskar. Inga underarter finns listade i Catalogue of Life.